# Euryglossina lobiocula
Euryglossina lobiocula är en biart som beskrevs av Exley 1968. Euryglossina lobiocula ingår i släktet Euryglossina och familjen korttungebin. Inga underarter finns listade i Catalogue of Life.

## Bildgalleri

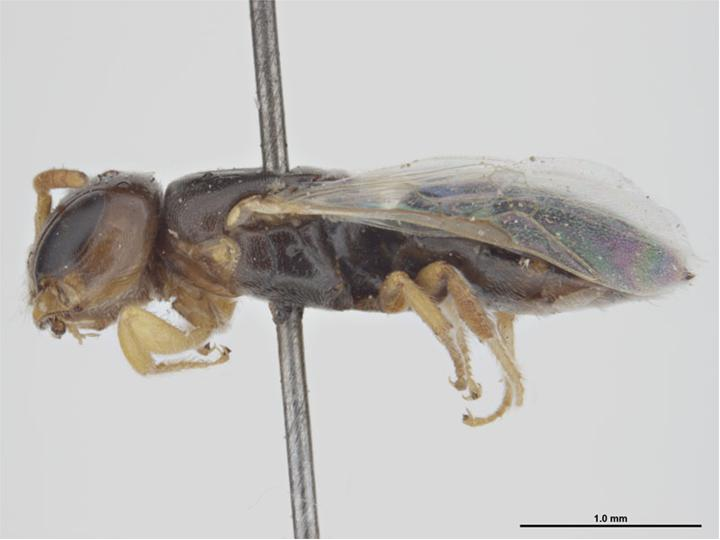
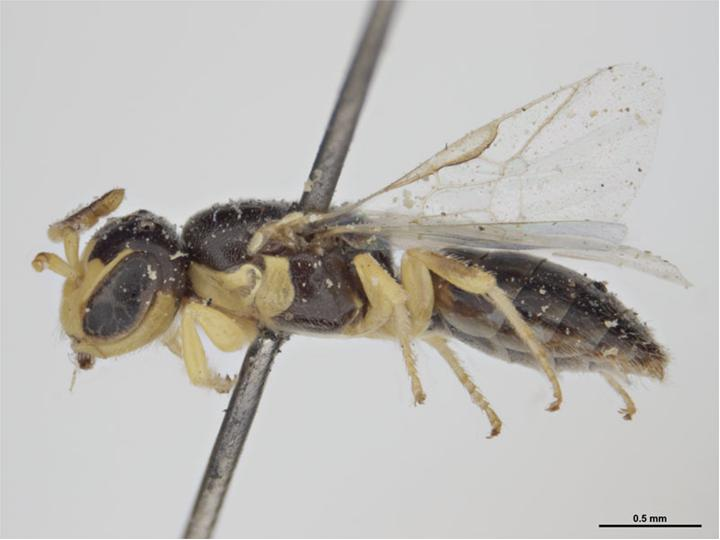